# Daler Sogn
Daler Sogn er et sogn i Tønder Provsti (Ribe Stift).
Daler Sogn hørte til Tønder, Højer og Lø Herred i Tønder Amt. Daler sognekommune blev ved kommunalreformen i 1970 indlemmet i Højer Kommune, der ved strukturreformen i 2007 indgik i Tønder Kommune.
I Daler Sogn ligger Daler Kirke.
I sognet findes følgende autoriserede stednavne:
- Daler (bebyggelse, ejerlav)
- Gærup (bebyggelse, ejerlav)
- Gærup Mark (bebyggelse)
- Hegning (bebyggelse)
- Kathale (bebyggelse)
- Nørregade (bebyggelse)
- Nørrehede (bebyggelse)
- Skov (bebyggelse)
- Smedegade (bebyggelse)
- Snur-om (bebyggelse)
- Sønderhede (bebyggelse)
- Østerby (bebyggelse, ejerlav)
- Østerby Mark (bebyggelse)

## Afstemningsresultat
Folkeafstemningen ved Genforeningen i 1920 gav i Daler Sogn 344 stemmer for Danmark, 68 for Tyskland. Af vælgerne var 48 tilrejst fra Danmark, 16 fra Tyskland. 